# François Cauche
François Cauche est un explorateur français né à Rouen en 1616.
Parti de Dieppe le 15 janvier 1638 avec pour mission de fonder un établissement à l'Île-de-France (actuelle île Maurice) et de se rendre en mer Rouge, il est surtout connu pour avoir exploré, de 1638 à 1644, la côte est de Madagascar, qu'il longea à pied du sud au nord, puis en sens inverse, avant l'établissement de la colonie de Fort-Dauphin.
Il en a fait un récit dont s'inspirera Étienne de Flacourt dans son Histoire de la grande isle Madagascar.